# Viaduc des Farges
Le viaduc des Farges (dit aussi « viaduc de Meymac ») est un viaduc français de la ligne du Palais à Eygurande - Merlines (Limoges-Tulle) qui permet le franchissement d'une vallée constituée des ruisseaux du Cheny et du Cloup, à Meymac dans le département de la Corrèze en région Nouvelle-Aquitaine. Le viaduc contient 11 arches.

## Situation ferroviaire
Établi à 708 mètres d'altitude, le viaduc des Farges est situé au point kilométrique (PK) 477,503 de la ligne du Palais à Eygurande - Merlines, entre le tunnel de Puy-Richard et la gare de Jassonneix.

## Histoire
Le 21 février 1944, des résistants francs tireurs et partisans français firent sauter le viaduc à l'explosif au passage d'un train remorqué par la 141 TA 412 transportant des armes et du matériel de l'armée allemande en provenance de Limoges. Le convoi fut précipité dans le vide d'une hauteur de 35 mètres. Il n'y eut aucune victime.